# Cantó de Guémené-Penfao
El cantó de Guémené-Penfao (bretó Kanton Gwenvenez-Penfaou) és una divisió administrativa francesa situat al departament de Loira Atlàntic a la regió de Loira Atlàntic, però que històricament ha format part de Bretanya.

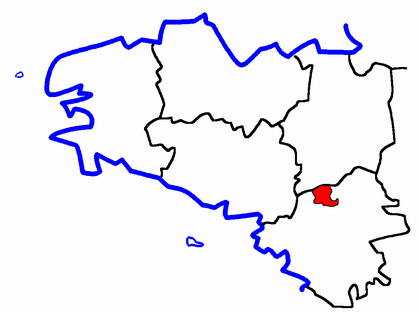
Situació del cantó

## Composició
El cantó aplega 5 comunes: 
| Nom francès    | Nom bretó         | Població | km²    | Codi Postal | Codi INSEE |
| Conquereuil    | Konkerel          | 955      | 32,87  | 44290       | 44044      |
| Guémené-Penfao | Gwenvenez-Penfaou | 4.572    | 105,51 | 44290       | 44067      |
| Marsac-sur-Don | Marzheg           | 1.200    | 27,68  | 44170       | 44091      |
| Massérac       | Merzhereg         | 449      | 18,78  | 44290       | 44092      |
| Pierric        | Pierig            | 783      | 27,30  | 44290       | 44123      |
| Cantó          | Gwenvenez-Penfaou | 7.959    | 212,14 | -           | 4412       |

## Història
| Data d'elecció                           | Identitat      | Partit | Qualitat |
| ---------------------------------------- | -------------- | ------ | -------- |
| 1992-                                    | Yannick Bigaud | UMP    |          |
| les dades anteriors no són pas conegudes |                |        |          |
|                                          |                |        |          |